# Tony Parsons (écrivain)
Pour les articles homonymes, voir Parsons.
Tony Parsons, né le 6 novembre 1953  à Romford dans l’Essex, est un écrivain et journaliste britannique.

## Œuvres
- The Kids (1976)
- Platinum Logic (1981)
- Limelight Blues (1983)
- Man and Boy (1999)

- traduit en français sous le titre Un homme et son fils par Colette Vlérick, Paris, Presses de la Cité, 2001, 398 p.  (ISBN 2-258-05289-0)
- One For My Baby (2001)

- traduit en français sous le titre Une nouvelle chance par Valérie Dayre, Paris, Presses de la Cité, 2003, 400 p.  (ISBN 2-258-05906-2)
- Man and Wife (2003)

- traduit en français sous le titre La Deuxième Femme par Valérie Bourgeois, Paris, Presses de la Cité, 2005, 381 p.  (ISBN 2-258-06242-X)
- The Family Way (2004)
- Stories We Could Tell (2006)
- My Favourite Wife (2007)
- Starting Over (2009)
- Men From the Boys (2010)
- The People Next Door (2022)

- traduit en français sous le titre Des voisins ordinaires par Julie Nicey, Fondettes, France, Alter Réal, 2022, 388 p.  (ISBN 978-2-378-12678-0)

### Série Max Wolfe
- The Murder Bag (2014)

- traduit en français sous le titre Des garçons bien élevés par Pierre Brévignon, Paris, Éditions de la Martinière, 2015, 432 p.  (ISBN 978-2-7324-7514-1)
- The Slaughter Man (2015)

- traduit en français sous le titre Les Anges sans visage par Pierre Brévignon, Paris, Éditions de la Martinière, 2016, 352 p.  (ISBN 978-2-7324-7901-9)
- The Hanging Club (2016)

- traduit en français sous le titre Le Club des pendus par Anne Renon, Paris, Éditions de la Martinière, 2016, 336 p.  (ISBN 978-2-7324-8458-7)